# 20 ans et plus : Austin
20 ans et plus : Austin (Twentysomethings: Austin) est une télé-réalité américaine créée par Zach Merck, lancée sur la plateforme Netflix le 10 décembre 2021.

## Synopsis
Quatre femmes et quatre hommes dans la vingtaine emménagent dans une colocation à Austin (Texas) en quête d'opportunités professionnelles, d'amour et d'expériences de vie.

## Distribution
- Abbey Humphreys
- Raquel Daniels
- Bruce Stephenson
- Natalie Cabo
- Kamari Bonds
- Keauno Perez
- Isha Punja
- Michael Fractor